# In Vain Sund
In Vain Sund, född 21 juni 2012 i Sigtuna i Stockholms län, är en svensk varmblodig travhäst. Han tränas av Daniel Redén och körs oftast av Erik Adielsson.
In Vain Sund har till juli 2018 sprungit in 3,7 miljoner kronor på 43 starter varav 8 segrar, 9 andraplatser och 7 tredjeplatser. Bland hans främsta meriter räknas segern i Prix de Croix (2017), andraplatserna i Solvalla Grand Prix (2016), Prix Jean Le Gonidec (2017) och tredjeplatserna i Grand Prix l'UET (2016), Breeders' Crown (2016), Norrbottens Stora Pris (2017).
Han deltog i 2017 års upplaga av Elitloppet på Solvalla, där han kördes av Erik Adielsson. Han kvalificerade sig för final efter att ha slutat på fjärdeplats i försöket. I finalen slutade han dock oplacerad.